# Iglesia de Santa María Magdalena (Cala)
La Parroquia de Santa María Magdalena es un templo católico ubicado en la localidad de Cala.

## Historia
El origen del templo se sitúa en el siglo XV, si bien ha vivido numerosas reformas y añadidos con el paso del tiempo. Al plan original corresponden el buque de la nave, el presbiterio y la portada lateral. En la segunda mitad del XVI se sustituyeron los pilares originales de ladrillo por columnas de mármol.
En 1708 se empezaron las obras de la capilla bautismal. Cuatro décadas después, el maestro mayor del arzobispado, Francisco Muñoz, advierte del mal estado de la capilla mayor, planteando el derribo de la espadaña situada sobre ella y la construcción de una torre levantada por Diego de Luna. Su construcción quedó afectada por el Terremoto de Lisboa, constando su mal estado en un informe de 1770. También en el siglo XVIII, a partir de informes de Pedro de Silva y Ambrosio de Figueroa, se renuevan los tejados y la solería.
El apellido Carballar está detrás de una batería de intervenciones realizadas en la transición del siglo XIX al XX. Se construye y decora la capilla sacramental, que convierten en panteón familiar. También se remodela la fachada, se coloca nueva solería y se abre otra capilla, ya en el siglo XX, dedicada a la Purísima.

## Descripción
El edificio ha conservado, pese a las muchas reformas, su primitiva impronta gótico-mudéjar. Presenta tres naves, la central mucho más ancha que las laterales, separadas por columnas toscanas de mármol. Las del último tramo presentan unas zapatas laterales a modo de ménsulas que, posiblemente, sostendrían un coro de madera hoy desaparecido.
El retablo mayor es considerado la gran joya de la pintura mural del siglo XVI en la Sierra de Huelva. Obra tardogótica, el conjunto pintado al temple desarrolla un programa iconográfico dedicado a Santa María Magdalena dividido en cinco calles y tres cuerpos. El primero de los cuerpos representa a la santa como Apóstola de los Apóstoles, rodeada de los seguidores de Cristo pintados a menor escala que la titular. El segundo cuerpo está centrado por en entierro de la Magdalena, escoltado por las escenas de su predicación en Marsella, la unción en Betania, la aparición de Cristo Resucitado y la última comunión de la santa. Las escenas del último cuerpo representan su asunción a los cielos, la llegada a Marsella, las Tres Marías ante el sepulcro, la Piedad y la Magdalena penitente. Estas pinturas tuvieron una vida útil bastante corta, ya que hacia 1528 el cambio de los usos llevó a construir un retablo de madera que las ocultó. Fueron restauradas en 2002, cuando se decide mover el retablo lígneo a otro punto del templo conservando ambas obras. Parte de las pinturas murales estuvieron cubiertas con cal, material tradicionalmente utilizado en Andalucía para recubrir las paredes como antiséptico en tiempos de epidemia.
El antiguo retablo mayor, desplazado a un lateral, es una obra de estructura gótica de la primera mitad del siglo XVI. La hornacina central con la imagen de la Magdalena está rodeada por trece tablas vinculadas al círculo de Alejo Fernández. Son también destacables los retablos decimonónicos de la nave del Evangelio y la capilla sacramental, piezas ambas neoclásicas.
Al exterior destaca la portada lateral, con dos arquivoltas apuntadas, y la fachada principal neogótica, reformada en la década de 1910.
En el ajuar litúrgico de la parroquia destaca una custodia barroca de plata dorada de la segunda mitad del siglo XVII.